# Aeroporto Municipale di Colorado Springs

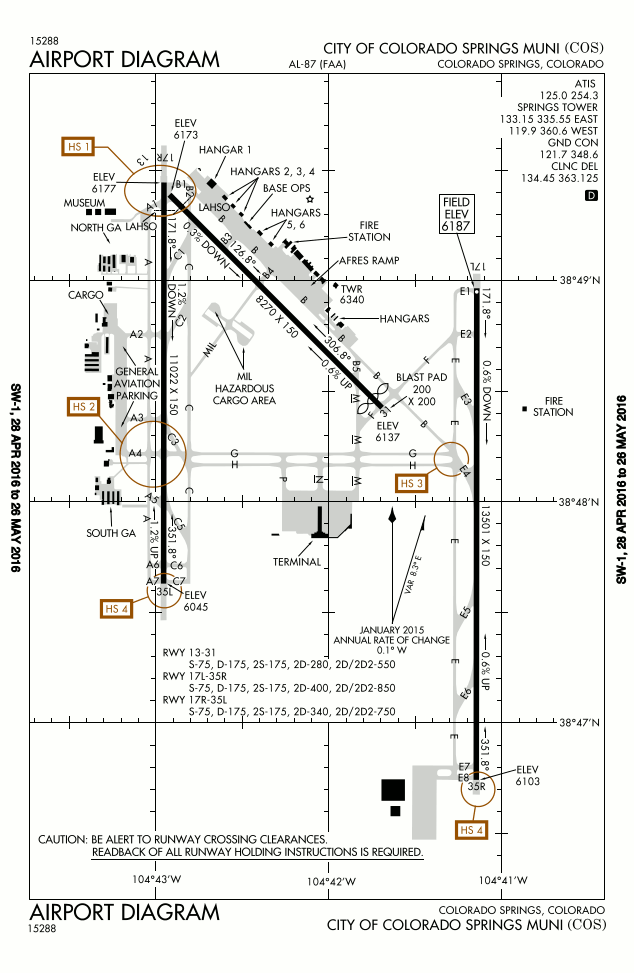
schema delle piste

L'Aeroporto di Colorado Springs  è un aeroporto situato a 10 km a sud est da Colorado Springs in Colorado, negli Stati Uniti d'America.

L'aeroporto è in uso sia per l'aviazione civile sia per le operazioni militari, infatti qui è dislocata la Peterson Air Force Base.